# Pioneers (Brettspiel)
Pioneers ist ein Brettspiel des italienischen Spieleautors Emanuele Ornella für 2 bis 4 Spieler.
Bei Pioneers geht es daraum, Nordamerika zu besiedeln und dabei Ortschaften mit einem Netz von Postkutschen-Strecken zu verbinden. Die Spieler siedeln dabei ihre „Pioniere“ in möglichst vielen Städten an. An der Ostküste beginnend besiedeln die Spieler Nordamerika und bauen dabei ein Wegenetz auf. Die namensgebenden Pioniere (wie Goldgräber, Barkeeper und Händlerinnen) sind dabei geschickt zu platzieren.
Das Spiel wurde im Verlag Queen Games 2017 publiziert und stand auf der Empfehlungsliste als Kennerspiel des Jahres des Vereins Spiel des Jahres des Jahres 2018.

## Rezeption
Das Nachrichtenportal Watson findet, dass Spieler die Spaghetti-Western mögen, dieses Brettspiel lieben werden. Der Verein Spiel des Jahres meint „Wer sowohl strategisch als auch taktisch den Überblick behält, kann hier in der Neuen Welt das Glück finden.“